# The Squatter's Daughter (film 1906)
The Squatter's Daughter è un cortometraggio muto del 1906 diretto e interpretato da Lewin Fitzhamon.

## Trama
Una ragazza è catturata dagli indiani ma interverrà suo padre a salvarla dal rogo.

## Produzione
Il film fu prodotto dalla Hepworth.

## Distribuzione
Distribuito dalla Hepworth, il film - un cortometraggio di 183 metri - uscì nelle sale cinematografiche britanniche nel luglio 1906.
Si conoscono pochi dati del film che, prodotto dalla Hepworth, fu distrutto nel 1924 dallo stesso produttore, Cecil M. Hepworth. Fallito, in gravissime difficoltà finanziarie, il produttore pensò in questo modo di poter almeno recuperare il nitrato d'argento della pellicola.